# Grand Prix de Denain 1983
La 25e édition du Grand Prix de Denain a eu lieu le 5 avril 1983. Elle a été remportée par le Britannique Paul Sherwen.

## Classement final
Paul Sherwen remporte la course en parcourant les 181 kilomètres en 4 h 39 min 7 s à la vitesse moyenne de 38,908 km/h,.
| \| Classement général \| Classement général \| Classement général \| Classement général \| Classement général \| \| Coureur \| Coureur \| Pays \| Équipe \| Temps \| \| ------------------ \| ---------------------- \| ------------------ \| --------------------- \| ------------------ \| \| 1er \| Paul Sherwen \| Royaume-Uni \| La Redoute-Motobécane \| 4 h 39 min 07 s \| \| 2e \| William Tackaert \| Belgique \| Splendor-Euro Shop \| \| \| 3e \| Didier Vanoverschelde \| France \| La Redoute-Motobécane \| \| \| 4e \| Philippe Poissonnier \| France \| Safir-Van de Ven \| \| \| 5e \| Pascal Guyot \| France \| La Redoute-Motobécane \| \| \| 6e \| Dirk Krikilion \| Belgique \| Safir-Van de Ven \| \| \| 7e \| Willy Teirlinck \| Belgique \| \| \| \| 8e \| Rudy Delehouzée \| Belgique \| Safir-Van de Ven \| \| \| 9e \| Johan De Muynck \| Belgique \| La Redoute-Motobécane \| \| \| 10e \| Jean-Luc Vandenbroucke \| Belgique \| La Redoute-Motobécane \| \| |                        |             |                       |                 |
| |                        |             |                       |                 |
| Sources : ProCyclingStats Cycling Archives |                        |             |                       |                 |
| Classement général |                        |             |                       |                 |
| Coureur | Coureur                | Pays        | Équipe                | Temps           |
| 1er | Paul Sherwen           | Royaume-Uni | La Redoute-Motobécane | 4 h 39 min 07 s |
| 2e | William Tackaert       | Belgique    | Splendor-Euro Shop    |                 |
| 3e | Didier Vanoverschelde  | France      | La Redoute-Motobécane |                 |
| 4e | Philippe Poissonnier   | France      | Safir-Van de Ven      |                 |
| 5e | Pascal Guyot           | France      | La Redoute-Motobécane |                 |
| 6e | Dirk Krikilion         | Belgique    | Safir-Van de Ven      |                 |
| 7e | Willy Teirlinck        | Belgique    |                       |                 |
| 8e | Rudy Delehouzée        | Belgique    | Safir-Van de Ven      |                 |
| 9e | Johan De Muynck        | Belgique    | La Redoute-Motobécane |                 |
| 10e | Jean-Luc Vandenbroucke | Belgique    | La Redoute-Motobécane |                 |